# Murali K. Thalluri
Murali K. Thalluri est un réalisateur, scénariste et producteur australien né le 4 août 1984 à Canberra, Australie.

## Biographie
Né à Canberra de parents Indiens, Murali Thalluri s'est installé à Adélaïde où il a intégré le Rostrevor College (en) avant d'entrer au University Senior College (en).
Son premier film est 2h37, réalisé quand il n'avait que 20 ans. Ce film fut sélectionné dans plusieurs festivals, dont le Festival de Cannes, le Melbourne International Film Festival, le Toronto International Film Festival et le Tokyo International Film Festival.

## Filmographie
Sauf indication contraire, les informations mentionnées dans cette section peuvent être confirmées par la base de données cinématographiques IMDb,  présente dans la section « Liens externes ».

### Cinéma
- 2006 : 2h37
- 2009 : Into the Shadows (en) de Andrew Scarano : elle-même (documentaire)